# Eishockey-Regionalliga 2019/20
In der Saison 2019/20 waren die Regionalligen Nord, Ost, West und Süd-West sowie die diesen gleichgestellte Bayernliga die vierthöchsten Ligenstufen im deutschen Eishockey.
Aufgrund der COVID-19-Pandemie brachen die Landeseisportverbände die Spielzeit am 11. März 2020 ab.

## Regionalliga Nord
Die Regionalliga Nord für Mannschaften aus Niedersachsen, Hamburg, Bremen, Schleswig-Holstein und Mecklenburg-Vorpommern wurde federführend vom Landeseissportverband Niedersachsen (NEV) für den sogenannten Nordverbund, bestehend aus den Landesverbänden der beteiligten Bundesländer, durchgeführt.

### Teilnehmer
Die Liga spielte mit acht Mannschaften, zwei mehr als in der Vorsaison. Meister ECW Sande verzichtete auf den Aufstieg in die Oberliga. Der EC Harzer Falken zog sich auf Grund eines laufenden Insolvenzverfahrens aus der Oberliga Nord zurück. Aufsteiger aus der Verbandsliga sind die Crocodiles Hamburg 1b und der TuS Harsefeld.
Der EC Nordhorn musste sich Anfang September wegen der Schließung seiner Eishalle nach Rissen im Hallendach zurückziehen. Der Adendorfer EC musste sich Mitte November wegen der Schließung seiner Eishalle nach Schäden an der Kälteanlage zurückziehen.
- EC Harzer Falken (Absteiger)
- Weserstars Bremen
- Hamburger SV
- Crocodiles Hamburg 1b (Aufsteiger)
- TuS Harsefeld (Aufsteiger)
- TAG Salzgitter Icefighters
- ECW Sande (Titelverteidiger)

### Modus und Termine
Die sieben Mannschaften spielten zuerst eine Einfachrunde (12 Spiele pro Mannschaft) bis zum 26. Januar 2020. Die ersten sechs qualifizierten sich für die Platzierungsrunde (10 Spiele). Diese wurde ab dem 31. Januar 2020 ausgespielt. Aus dieser qualifizierten sich die ersten sechs Mannschaften für die Play-offs. Diese Playoffs sollten im Modus 'Best-of-five" ausgespielt werden. Der Finalsieger wäre Meister der Regionalliga Nord 2019/2020 geworden.
Das letztplatzierte Team spielte mit den drei besten der Verbandsliga Nord eine Relegationsrunde (8 Spiele), aus der sich die vier besten Teams für die Regionalliga 2020/21 qualifizieren hätten sollen.

### Hauptrunde
|    | Mannschaft             | Sp | S3 | S2 | N1 | N0 | Tore  | Diff. | Pkte |
| -- | ---------------------- | -- | -- | -- | -- | -- | ----- | ----- | ---- |
| 1. | Harzer Falken          | 12 | 10 | 1  | 0  | 01 | 63:26 | +37   | 32   |
| 2. | ECW Sande              | 12 | 07 | 2  | 1  | 02 | 74:26 | +48   | 26   |
| 3. | Weserstars Bremen      | 12 | 06 | 1  | 1  | 04 | 59:47 | +12   | 21   |
| 4. | Salzgitter Icefighters | 12 | 06 | 0  | 1  | 05 | 51:41 | +10   | 19   |
| 5. | Hamburger SV           | 12 | 06 | 0  | 0  | 06 | 66:50 | +16   | 18   |
| 6. | Harsefeld Tigers       | 12 | 02 | 0  | 2  | 08 | 30:83 | −53   | 08   |
| 7. | Crocodiles Hamburg 1b  | 12 | 0  | 1  | 0  | 11 | 19:89 | −70   | 02   |

Abkürzungen: Sp = Spiele, S3 = Siege, S2 = Siege nach Verlängerung oder Penaltyschießen, N1 = Niederlagen nach Verlängerung oder
 Penaltyschießen, N0 = Niederlagen, T = Tore
Qualifiziert für die Platzierungsrunde Teilnehmer der Relegationsrunde

### Platzierungsrunde
|    | Mannschaft             | Sp | S3 | S2 | N1 | N0 | Tore  | Diff. | Pkte |
| -- | ---------------------- | -- | -- | -- | -- | -- | ----- | ----- | ---- |
| 1. | Harzer Falken          | 10 | 8  | 0  | 0  | 02 | 46:25 | +21   | 24   |
| 2. | ECW Sande              | 10 | 7  | 0  | 1  | 02 | 44:27 | +17   | 22   |
| 3. | Salzgitter Icefighters | 10 | 5  | 1  | 1  | 03 | 37:28 | +09   | 18   |
| 4. | Hamburger SV           | 10 | 4  | 1  | 0  | 05 | 42:50 | −08   | 14   |
| 5. | Weserstars Bremen      | 10 | 4  | 0  | 0  | 06 | 41:44 | −03   | 12   |
| 6. | Harsefeld Tigers       | 10 | 0  | 0  | 0  | 10 | 27:66 | −39   | 0    |

Abkürzungen: Sp = Spiele, S3 = Siege, S2 = Siege nach Verlängerung oder Penaltyschießen, N1 = Niederlagen nach Verlängerung oder
 Penaltyschießen, N0 = Niederlagen, T = Tore 
Qualifiziert für die Play-offs

### Playoffs
Die Playoffs wurden nicht ausgespielt. Der Sieger der Zwischenrunde Harzer Falken wurde auf einer Ligatagung Ende Juni zum Meister erklärt.

### Relegation
An der Relegation nahmen der Letzte der Hauptrunde der Regionalliga Nord - Hamburg Crocodiles 1b - sowie die drei ersten der Verbandsliga Nord teil:
1. CE Timmendorfer Strand
2. REV Bremerhaven
3. Hamburger SV 1b

|    | Mannschaft             | Sp | S3 | S2 | N1 | N0 | Tore  | Diff. | Pkte |
| -- | ---------------------- | -- | -- | -- | -- | -- | ----- | ----- | ---- |
| 1. | CE Timmendorfer Strand | 3  | 3  | 0  | 0  | 0  | 22:07 | +15   | 9    |
| 2. | Crocodiles Hamburg 1b  | 2  | 1  | 0  | 0  | 1  | 07:07 | −0    | 3    |
| 3. | REV Bremerhaven        | 1  | 0  | 0  | 0  | 1  | 02:07 | −05   | 0    |
| 4. | Hamburger SV 1b        | 2  | 0  | 0  | 0  | 2  | 02:12 | −10   | 0    |

Abkürzungen: Sp = Spiele, S3 = Siege, S2 = Siege nach Verlängerung oder Penaltyschießen, N1 = Niederlagen nach Verlängerung oder
 Penaltyschießen, N0 = Niederlagen, T = Tore, VL = Teilnehmer aus der Verbandsliga, RL = Teilnehmer aus der Regionalliga Qualifiziert/Aufstieg Regionalliga Nord 2020/21 Qualifiziert/Abstieg Verbandsliga 2020/21
Weitere Spiele wurden nicht ausgetragen. CE Timmendorfer Strand stieg in die Regionalliga auf, während die Crocodiles Hamburg 1b in die Verbandsliga zurückzogen.

## Regionalliga Ost
Die Regionalliga Ost umfasste Mannschaften der Bundesländer Berlin, Sachsen, Sachsen-Anhalt und Thüringen. Ausrichter war der Sächsische Eissportverband.

### Teilnehmer
Die Liga spielte mit neun Mannschaften. Meister Schönheide verzichtete auf den Aufstieg. Aus der Oberliga stieg der ECC Preussen Berlin ab. Neu in der Liga war der Meister der Landesliga Berlin, die Eisbären Juniors Berlin. Die Bad Muskau Bombers zogen sich aus der Regionalliga zurück.
- ECC Preussen Berlin (Absteiger)
- FASS Berlin
- Eisbären Juniors Berlin (Aufsteiger)
- ESV Halle 1b
- Tornado Niesky
- Dresdner Eislöwen 1b
- EHC Berlin Blues
- Chemnitz Crashers
- Schönheider Wölfe (Titelverteidiger)

### Modus
Die neun Mannschaften spielten eine Eineinhalbfachrunde (24 Spiele pro Mannschaft). Die ersten vier Teams nach der Hauptrunde qualifizierten sich für die Play-offs, die im Modus Best-of-Five ausgespielt werden sollten. Der Meister hätte sich für die Oberliga qualifiziert. Die restlichen Mannschaften spielten eine Pokalrunde. Für diese wären auch die Meister der Landesligen Berlin, Sachsen und Thüringen qualifiziert gewesen, diese verzichteten jedoch. Ebenso verzichtete der ESV Halle 1b, der damit als Absteiger feststand.

### Hauptrunde
|    | Mannschaft              | Sp | S3 | S2 | N1 | N0 | Tore    | Diff. | Pkte |
| -- | ----------------------- | -- | -- | -- | -- | -- | ------- | ----- | ---- |
| 1. | Schönheider Wölfe       | 24 | 18 | 2  | 1  | 03 | 174:054 | +120  | 59   |
| 2. | ECC Preussen Berlin     | 24 | 18 | 0  | 2  | 04 | 126:054 | +072  | 56   |
| 3. | FASS Berlin             | 24 | 17 | 2  | 1  | 04 | 138:072 | +066  | 56   |
| 4. | Chemnitz Crashers       | 24 | 16 | 1  | 1  | 06 | 129:088 | +041  | 51   |
| 5. | Tornado Niesky          | 24 | 12 | 2  | 1  | 09 | 118:089 | +029  | 41   |
| 6. | Eisbären Juniors Berlin | 24 | 04 | 2  | 3  | 15 | 064:101 | −037  | 19   |
| 7. | EHC Berlin Blues        | 24 | 05 | 1  | 2  | 16 | 071:149 | −078  | 19   |
| 8. | Dresdner Eislöwen 1b    | 24 | 04 | 1  | 0  | 19 | 063:168 | −105  | 14   |
| 9. | ESV Halle 1b            | 24 | 02 | 1  | 1  | 20 | 061:168 | −100  | 09   |

Abkürzungen: Sp = Spiele, S3 = Siege, S2 = Siege nach Verlängerung oder Penaltyschießen, N1 = Niederlagen nach Verlängerung oder
 Penaltyschießen, N0 = Niederlagen, T = Tore, (M) = Meister der Vorsaison, (A) = Absteiger, (N) = Aufsteiger, Qualifiziert für die Play-offs Qualifiziert für die Pokalrunde

### Playoffs
Die Playoffs wurden im Modus best-of-five ausgespielt. Die Finalspiele wurde nicht mehr ausgetragen. Auf der Ligatagung am 23. Mai 2020 wurden die Finalisten Schönheide und Preussen Berlin zu gemeinsamen Meistern erklärt.
|  | Halbfinale | Halbfinale          | Halbfinale |  |  | Finale | Finale              | Finale |
|  |            |                     |            |  |  |        |                     |        |
|  |            |                     |            |  |  |        |                     |        |
|  | 1          | Schönheider Wölfe   | 3          |  |  |        |                     |        |
|  | 4          | Chemnitz Crashers   | 0          |  |  |        |                     |        |
|  |            |                     |            |  |  | 1      | Schönheider Wölfe   | –      |
|  |            |                     |            |  |  | 2      | ECC Preussen Berlin | –      |
|  | 2          | ECC Preussen Berlin | 3          |  |  |        |                     |        |
|  | 3          | FASS Berlin         | 0          |  |  |        |                     |        |
|  |            |                     |            |  |  |        |                     |        |

#### Halbfinale
| Paarung                               | Serie | Spiel 1   | Spiel 2   | Spiel 3 | Spiel 4 | Spiel 5 |
| ------------------------------------- | ----- | --------- | --------- | ------- | ------- | ------- |
| Schönheider Wölfe – Chemnitz Crashers | 3-0   | 10:3      | 3:2 n. P. | 4:1     | –       | –       |
| ECC Preussen Berlin – FASS Berlin     | 3-0   | 3:2 n. V. | 4:3 n. V. | 7:2     | –       | –       |

### Pokalrunde
Die Sieger wurden nach Hin- und Rückspiel ermittelt. Das zweite Finale wurde nicht mehr ausgetragen.

#### Halbfinale
| Paarung                                    | Gesamt | Hinspiel | Rückspiel |
| ------------------------------------------ | ------ | -------- | --------- |
| Dresdner Eislöwen 1b – Tornado Niesky      | 3-14   | 1:5      | 2:9       |
| EHC Berlin Blues - Eisbären Juniors Berlin | 6-14   | 5:5      | 1:9       |

#### Finale
| Paarung                                  | Gesamt | Hinspiel | Rückspiel |
| ---------------------------------------- | ------ | -------- | --------- |
| Tornado Niesky – Eisbären Juniors Berlin | 5-1    | 5:1      | –         |

## Regionalliga West
Ausrichter der Regionalliga West war der Eishockeyverband Nordrhein-Westfalen (EHV-NRW). Neben NRW umfasste die RL West auch die Bundesländer Hessen und Rheinland-Pfalz.

### Teilnehmer
Die Liga spielte mit sieben  Mannschaften.
Meister Herford verzichtete auf den Aufstieg in die Oberliga. Ebenso verzichteten die Meister der Landesliga NRW TuS Wiehl und der Hessenliga EJ Kassel auf den Aufstieg in die Regionalliga. Absteiger in die Hessenliga war Löwen Frankfurt 1b. Der EC Lauterbach und die Soester EG zogen sich aus der Liga zurück.
- Herforder EV (Titelverteidiger)
- EG Diez-Limburg
- Hammer Eisbären
- Ratinger Ice Aliens
- Dinslaken Kobras
- EHC Neuwied Die Bären 2016
- Neusser EV

### Modus
Die sieben Mannschaften spielten eine Doppelrunde (24 Spiele). Die ersten sechs Mannschaften qualifizierten sich für die Platzierungsrunde (Pre-Play-offs genannt), von der sich die ersten vier für die Play-offs qualifizierten. Der Letzte der Doppelrunde spielte mit den vier besten Mannschaften der Landesliga eine Qualifikationsrunde.
Die Playoffs wurden im Modus best-of-five ausgespielt. Der Finalsieger und Meister der Regionalliga West wäre sportlich für die Oberliga Nord 2020/21 qualifiziert gewesen.
Mit Ausnahme der Ratinger Ice Aliens nahmen die Mannschaften außerdem am Inter Regio Cup mit sechs Mannschaften der BeNe League teil. Die NRW-Vereine nahmen am NRW-Pokal teil.

### Hauptrunde
|    | Mannschaft          | Sp | S3 | S2 | N1 | N0 | Tore    | Diff. | Pkte |
| -- | ------------------- | -- | -- | -- | -- | -- | ------- | ----- | ---- |
| 1. | EG Diez-Limburg     | 24 | 20 | 1  | 01 | 20 | 140:066 | +74   | 63   |
| 2. | Herforder EV        | 24 | 14 | 4  | 1  | 05 | 121:077 | +44   | 51   |
| 3. | Hammer Eisbären     | 24 | 14 | 0  | 0  | 10 | 106:094 | +12   | 42   |
| 4. | EHC Neuwied         | 24 | 11 | 0  | 3  | 10 | 087:085 | +02   | 36   |
| 5. | Dinslakener Kobras  | 24 | 10 | 0  | 2  | 12 | 099:107 | −08   | 32   |
| 6. | Ratinger Ice Aliens | 24 | 06 | 3  | 0  | 15 | 074:128 | −54   | 24   |
| 7. | Neusser EV          | 24 | 0  | 1  | 2  | 21 | 066:136 | −70   | 4    |

Abkürzungen: Sp = Spiele, S3 = Siege, S2 = Siege nach Verlängerung oder Penaltyschießen, N1 = Niederlagen nach Verlängerung oder
 Penaltyschießen, N0 = Niederlagen, T = Tore
Qualifiziert für die Pre-Play-offs Teilnehmer Qualifikationsrunde

### Pre-Playoffs
|    | Mannschaft          | Sp | S3 | S2 | N1 | N0 | Tore  | Diff. | Pkte |
| -- | ------------------- | -- | -- | -- | -- | -- | ----- | ----- | ---- |
| 1. | EG Diez-Limburg     | 10 | 8  | 1  | 0  | 1  | 64:30 | +34   | 26   |
| 2. | EHC Neuwied         | 10 | 8  | 0  | 0  | 2  | 49:26 | +23   | 24   |
| 3. | Herforder EV        | 10 | 4  | 1  | 2  | 3  | 39:35 | +04   | 16   |
| 4. | Hammer Eisbären     | 10 | 4  | 1  | 0  | 5  | 44:47 | −03   | 14   |
| 5. | Dinslakener Kobras  | 10 | 1  | 0  | 2  | 7  | 36:54 | −18   | 05   |
| 6. | Ratinger Ice Aliens | 10 | 1  | 1  | 0  | 8  | 29:69 | −40   | 05   |

Abkürzungen: Sp = Spiele, S3 = Siege, S2 = Siege nach Verlängerung oder Penaltyschießen, N1 = Niederlagen nach Verlängerung oder
 Penaltyschießen, N0 = Niederlagen, T = Tore  Qualifiziert für die Play-offs

### Playoffs
|  | Halbfinale | Halbfinale      | Halbfinale |  |  | Finale | Finale          | Finale |
|  |            |                 |            |  |  |        |                 |        |
|  |            |                 |            |  |  |        |                 |        |
|  | 1          | EG Diez-Limburg | 3          |  |  |        |                 |        |
|  | 4          | Hammer Eisbären | 1          |  |  |        |                 |        |
|  |            |                 |            |  |  | 1      | EG Diez-Limburg | –      |
|  |            |                 |            |  |  | 2      | EHC Neuwied     | –      |
|  | 2          | EHC Neuwied     | 3          |  |  |        |                 |        |
|  | 3          | Herforder EV    | 0          |  |  |        |                 |        |
|  |            |                 |            |  |  |        |                 |        |

#### Halbfinale
| Paarung                           | Serie | Spiel 1 | Spiel 2 | Spiel 3 | Spiel 4 | Spiel 5 |
| --------------------------------- | ----- | ------- | ------- | ------- | ------- | ------- |
| EG Diez-Limburg – Hammer Eisbären | 3-1   | 6:2     | 1:4     | 4:2     | 7:5     | -       |
| EHC Neuwied – Herforder EV        | 3-0   | 4:2     | 5:1     | 8:4     | -       | -       |

Das Finale wurde nicht mehr ausgespielt.

### Qualifikation
An der Qualifikation nahmen neben dem Tabellenletzten der Regionalliga Neusser EV die ersten vier der Landesliga NRW teil. Dies waren:
1. Eisadler Dortmund
2. TuS Wiehl
3. ESV Bergisch Gladbach
4. EHC Troisdorf

|    | Mannschaft            | Sp | S3 | S2 | N1 | N0 | Tore  | Diff. | Pkte |
| -- | --------------------- | -- | -- | -- | -- | -- | ----- | ----- | ---- |
| 1. | Eisadler Dortmund     | 7  | 5  | 0  | 0  | 2  | 35:18 | +17   | 15   |
| 2. | Neusser EV            | 4  | 3  | 0  | 0  | 1  | 19:14 | +05   | 09   |
| 3. | TuS Wiehl             | 6  | 3  | 0  | 0  | 3  | 28:27 | +01   | 09   |
| 4. | ESV Bergisch Gladbach | 5  | 2  | 0  | 0  | 3  | 25:28 | −03   | 06   |
| 5. | EHC Troisdorf         | 4  | 0  | 0  | 0  | 4  | 08:29 | −21   | 0    |

Abkürzungen: Sp = Spiele, S3 = Siege, S2 = Siege nach Verlängerung oder Penaltyschießen, N1 = Niederlagen nach Verlängerung oder
 Penaltyschießen, N0 = Niederlagen, T = Tore
Qualifiziert/Aufstieg Regionalliga, Qualifiziert/Abfstieg Landesliga
Weitere Spiele wurden nicht ausgetragen.

## Regionalliga Süd-West
Die Regionalliga Süd-West umfasste das Gebiet des Bundeslandes Baden-Württemberg. Ausrichter war der Eissport-Verband Baden-Württemberg. Traditionell nahm auch der EHC Zweibrücken aus Rheinland-Pfalz an der Liga teil.

### Teilnehmer
Der Meister SC Bietigheim 1b konnte als Zweitmannschaft eines DEL2-Clubs nicht in die Oberliga aufsteigen. Landesligameister ESG Esslingen verzichtete auf den Aufstieg in die Regionalliga. Der EHC Freiburg 1b zog sich vom Spielbetrieb zurück, so dass das Teilnehmerfeld nur noch acht Mannschaften umfasste.
- HEC Eisbären Heilbronn
- SC Bietigheim 1b (Titelverteidiger)
- ESC Hügelsheim 09
- EV Ravensburg 1b
- Maddogs Mannheim
- Stuttgarter EC
- EHC Zweibrücken
- EC Eisbären Eppelheim

### Modus
Die acht Mannschaften spielten eine Eineinhalbfachrunde (21 Spiele pro Mannschaft). Die ersten vier der Tabelle qualifizierten sich für die Play-offs, die im Modus Best-of-Three ausgetragen wurden. Der Meister hätte sich für die Oberliga Süd qualifiziert.

### Hauptrunde
|    | Mannschaft                 | Sp | S3 | S2 | N1 | N0 | Tore    | Diff. | Pkte |
| -- | -------------------------- | -- | -- | -- | -- | -- | ------- | ----- | ---- |
| 1. | EHC Zweibrücken Hornets    | 21 | 15 | 1  | 1  | 04 | 124:072 | +52   | 48   |
| 2. | EV Ravensburg 1b           | 21 | 11 | 1  | 4  | 05 | 095:070 | +25   | 39   |
| 3. | SC Bietigheim-Bissingen 1b | 21 | 11 | 1  | 1  | 08 | 083:081 | +02   | 36   |
| 4. | HEC Eisbären Heilbronn     | 21 | 09 | 4  | 0  | 08 | 086:071 | +15   | 35   |
| 5. | ESC Hügelsheim 09          | 21 | 09 | 1  | 2  | 09 | 087:096 | −09   | 31   |
| 6. | EC Eisbären Eppelheim      | 21 | 09 | 1  | 1  | 10 | 089:092 | −03   | 30   |
| 7. | Stuttgarter EC             | 21 | 07 | 2  | 2  | 10 | 088:093 | −05   | 27   |
| 8. | EKU Mannheim               | 21 | 01 | 1  | 1  | 18 | 065:142 | −77   | 06   |

Abkürzungen: Sp = Spiele, S3 = Siege, S2 = Siege nach Verlängerung oder Penaltyschießen, N1 = Niederlagen nach Verlängerung oder
 Penaltyschießen, N0 = Niederlagen, T = Tore.  Teilnehmer Playoffs

### Playoffs
|  | Halbfinale | Halbfinale              | Halbfinale |  |  | Finale | Finale             | Finale |
|  |            |                         |            |  |  |        |                    |        |
|  |            |                         |            |  |  |        |                    |        |
|  | 1          | EHC Zweibrücken Hornets | 0          |  |  |        |                    |        |
|  | 4          | Eisbären Heilbronn      | 2          |  |  |        |                    |        |
|  |            |                         |            |  |  | 4      | Eisbären Heilbronn | –      |
|  |            |                         |            |  |  | 3      | SC Bietigheim 1b   | –      |
|  | 2          | EV Ravensburg 1b        | 0          |  |  |        |                    |        |
|  | 3          | SC Bietigheim 1b        | 2          |  |  |        |                    |        |
|  |            |                         |            |  |  |        |                    |        |

#### Halbfinale
| Paarung                                      | Serie | Spiel 1 | Spiel 2 | Spiel 3 |
| -------------------------------------------- | ----- | ------- | ------- | ------- |
| EHC Zweibrücken Hornets – Eisbären Heilbronn | 0-2   | 4:5     | 0:2     | -       |
| EV Ravensburg 1b – SC Bietigheim 1b          | 0-2   | 4:6     | 0:3     | -       |

Das Finale wurde nicht mehr ausgetragen.

## Bayernliga
Die Bayernliga 2019/20 wurde vom Bayerischen Eissport-Verband organisiert und war die 52. Austragung dieser Liga.

### Teilnehmer
Über die Verzahnungsrunde gelang dem EV Füssen der Aufstieg in die Oberliga 2019/20. Neu in der Liga waren der EHC Waldkraiburg (Absteiger aus der Oberliga) und der EC Pfaffenhofen (Aufsteiger aus der Landesliga). Nicht mehr dabei waren der EV Pegnitz (Absteiger in die Landesliga) und der Bayernliga-Meister EV Füssen (Aufsteiger in die Oberliga).
- TSV Erding
- ESC Dorfen
- EHF Passau
- EA Schongau
- HC Landsberg
- TEV Miesbach
- EHC Klostersee
- TSV Peißenberg
- ERV Schweinfurt
- EHC Königsbrunn
- EC Bad Kissinger Wölfe
- ESC Riverrats Geretsried
- EC Pfaffenhofen (Aufsteiger)
- EHC Waldkraiburg (Absteiger)

### Modus
Die 14 Mannschaften spielten eine Hauptrunde (Einfachrunde) mit jeweils 26 Spielen pro Mannschaft. Die besten sechs Teams der Hauptrunde sowie die beiden Letzten der Oberliga Süd nahmen an der oberen Zwischenrunde (Verzahnungsrunde) teil. Der bestplatzierte Bayernligist der Verzahnungsrunde zur Oberliga Süd wurde Bayerischer Meister der Bayernliga. Die acht anderen Mannschaften der Bayernliga spielten eine Abstiegsrunde. In der 1. Playoff-Runde trafen dann die zwei besten Teams der Abstiegsrunde auf die Plätze 7 und 8 der Verzahnungsrunde. Die Sieger hätten am Viertelfinale der Play-offs teilgenommen. Die Playoff-Finalisten wären für die Oberliga Süd 2020/2021 qualifiziert gewesen. Die letzten beiden Teams der Abstiegsrunde ermittelten in den Play-downs (best-of-five) den Absteiger in die Landesliga.

### Hauptrunde
|     | Mannschaft                | Sp            | S3            | S2            | N1            | N0            | Tore          | Diff.         | Pkte          |
| --- | ------------------------- | ------------- | ------------- | ------------- | ------------- | ------------- | ------------- | ------------- | ------------- |
| 1.  | TEV Miesbach              | 24            | 15            | 2             | 4             | 03            | 107:064       | +43           | 53            |
| 2.  | EHC Waldkraiburg          | 24            | 14            | 2             | 2             | 06            | 101:082       | +19           | 48            |
| 3.  | EHF Passau                | 24            | 13            | 2             | 2             | 07            | 114:085       | +29           | 45            |
| 4.  | EHC Klostersee            | 24            | 11            | 2             | 6             | 05            | 091:070       | +21           | 43            |
| 5.  | HC Landsberg              | 24            | 10            | 5             | 2             | 70            | 091:077       | +14           | 42            |
| 6.  | TSV Erding                | 24            | 10            | 5             | 1             | 08            | 107:080       | +27           | 41            |
| 7.  | TSV Peißenberg            | 24            | 10            | 1             | 6             | 07            | 085:087       | −02           | 38            |
| 8.  | EHC Königsbrunn           | 24            | 10            | 2             | 2             | 10            | 100:106       | −06           | 36            |
| 9.  | ESC River Rats Geretsried | 24            | 09            | 1             | 1             | 13            | 097:099       | −02           | 30            |
| 10. | EC Pfaffenhofen           | 24            | 6             | 4             | 0             | 14            | 071:098       | −27           | 26            |
| 11. | ESC Dorfen                | 24            | 08            | 1             | 0             | 15            | 077:118       | −41           | 26            |
| 12. | ERV Schweinfurt           | 24            | 05            | 2             | 1             | 16            | 079:114       | −35           | 20            |
| 13. | EA Schongau               | 24            | 05            | 1             | 3             | 15            | 055:095       | −40           | 20            |
| 14. | EC Bad Kissinger Wölfe    | zurückgezogen | zurückgezogen | zurückgezogen | zurückgezogen | zurückgezogen | zurückgezogen | zurückgezogen | zurückgezogen |

Abkürzungen: Sp = Spiele, S3 = Siege, S2 = Siege nach Verlängerung oder Penaltyschießen, N1 = Niederlagen nach Verlängerung oder
 Penaltyschießen, N0 = Niederlagen, T = Tore, GT = Gegentore, N = Neuling (Aufsteiger), A = Absteiger  Qualifiziert für die Verzahnungsrunde  Teilnehmer Abstiegsrunde
Der EC Bad Kissinger Wölfe zog seine Mannschaft am 22. November 2019 aus der Liga zurück.

### Verzahnungsrunde
An der Verzahnungsrunde nahmen neben den ersten sechs der Hauptrunde aus der Bayernliga, die zwei letzt platzierten Teams der Hauptrunde der Oberliga Süd, der ERC Sonthofen (11.) sowie der Höchstadter EC (12.) teil. Der bestplatzierte Bayernligist der Verzahnungsrunde - der TEV Miesbach - ist Bayerischer Meister 2019/2020. Anschließend wären im Play-off-Modus die beiden Aufsteiger in die Oberliga Süd ermittelt worden.
|    | Mannschaft       | Sp | S3 | S2 | N1 | N0 | Tore  | Diff. | Pkte |
| -- | ---------------- | -- | -- | -- | -- | -- | ----- | ----- | ---- |
| 1. | ERC Sonthofen    | 14 | 12 | 1  | 0  | 01 | 75:34 | +41   | 38   |
| 2. | TEV Miesbach     | 14 | 07 | 1  | 2  | 04 | 54:37 | +17   | 25   |
| 3. | Höchstadter EC   | 14 | 07 | 1  | 2  | 04 | 55:49 | +06   | 25   |
| 4. | EHF Passau       | 14 | 07 | 0  | 0  | 07 | 48:46 | +02   | 21   |
| 5. | TSV Erding       | 14 | 05 | 1  | 1  | 07 | 54:69 | −15   | 18   |
| 6. | HC Landsberg     | 14 | 05 | 0  | 1  | 08 | 60:55 | +05   | 16   |
| 7. | EHC Waldkraiburg | 14 | 04 | 2  | 0  | 08 | 48:62 | −14   | 16   |
| 8. | EHC Klostersee   | 14 | 02 | 1  | 1  | 10 | 40:82 | −42   | 9    |

Endstand: 10. März 2020, Abkürzungen: Sp = Spiele, S3 = Siege, S2 = Siege nach Verlängerung oder Penaltyschießen, 
 N1 = Niederlagen nach Verlängerung oder Penaltyschießen, N0 = Niederlagen, T = Tore, GT = Gegentore, 
Bayerischer Meister fett gedruckt  Teilnehmer Playoffs, Teilnehmer 1. Playoff-Runde

### Abstiegsrunde
Die Mannschaften auf den Plätzen 7 bis 13 der Bayernliga spielten eine Abstiegsrunde. In den Pre-Playoffs (best of 3) trafen dann die zwei besten Teams der Abstiegsrunde auf die Plätze 7 und 8 der oberen Zwischenrunde (Verzahnungsrunde). Die Sieger sollten an den Play-offs teilnehmen. Die letzten beiden Teams der Abstiegsrunde hätten in den Play-downs (best-of-5) den Absteiger in die Landesliga ermitteln sollen.
|    | Mannschaft                | Sp | S3 | S2 | N1 | N0 | Tore  | Diff. | Pkte |
| -- | ------------------------- | -- | -- | -- | -- | -- | ----- | ----- | ---- |
| 1. | EC Pfaffenhofen           | 12 | 8  | 0  | 1  | 3  | 47:39 | +08   | 25   |
| 2. | TSV Peißenberg            | 12 | 7  | 1  | 1  | 3  | 42:31 | +11   | 24   |
| 3. | ESC River Rats Geretsried | 12 | 5  | 3  | 0  | 4  | 48:44 | +04   | 21   |
| 4. | EHC Königsbrunn           | 12 | 5  | 1  | 1  | 5  | 54:36 | +18   | 18   |
| 5. | ERV Schweinfurt           | 12 | 4  | 0  | 2  | 6  | 36:43 | −07   | 14   |
| 6. | ESC Dorfen                | 12 | 4  | 0  | 2  | 6  | 35:48 | −13   | 14   |
| 7. | EA Schongau               | 12 | 2  | 2  | 0  | 8  | 33:54 | −21   | 10   |

Abkürzungen: Sp = Spiele, S3 = Siege, S2 = Siege nach Verlängerung oder Penaltyschießen
 N1 = Niederlagen nach Verlängerung oder Penaltyschießen, N0 = Niederlagen
Endstand:10. März 2020  Teilnehmer 1. Runde Playoffs, Teilnehmer Playdowns

### Endplatzierung 2019/20
Quelle: bev-eissport

Nach Abschluss der Verzahnungs- und Abstiegsrunde ergibt sich folgende Endplatzierung der Bayernliga-Meisterschaft 2019/20:
| Platz | Mannschaft       | Platz | Mannschaft                |
| ----- | ---------------- | ----- | ------------------------- |
| 1.    | TEV Miesbach     | 8.    | TSV Peißenberg            |
| 2.    | EHF Passau       | 9.    | ESC River Rats Geretsried |
| 3.    | TSV Erding       | 10.   | EHC Königsbrunn           |
| 4.    | HC Landsberg     | 11.   | ERV Schweinfurt           |
| 5.    | EHC Waldkraiburg | 12.   | ESC Dorfen                |
| 6.    | EHC Klostersee   | 13.   | EA Schongau               |
| 7.    | EC Pfaffenhofen  | 14.   | EC Bad Kissinger Wölfe    |

Endstand: 10. März 2020  „Bayerischer Meister“  Aufsteiger in die Oberliga  Rückzug

### Playoffs

#### 1. Runde
Die Sieger wurden im Modus best-of-three ermittelt. Teilnehmer waren die beiden Letztplatzierten der Verzahnungsrunde und die beiden Erstplatzierten der Abstiegsrunde.
| Paarung                           | Serie | Spiel 1 | Spiel 2   | Spiel 3   |
| --------------------------------- | ----- | ------- | --------- | --------- |
| EHC Waldkraiburg – TSV Peißenberg | 2-1   | 6:4     | 3:4       | 3:2 n. V. |
| EHC Klostersee – EC Pfaffenhofen  | 2-0   | 5:4     | 4:3 n. P. | -         |

Die Play-offs selbst wurden wegen der COVID-19-Pandemie nicht ausgespielt.

### Playdowns
| Paarung                  | Serie | Spiel 1 | Spiel 2   | Spiel 3 | Spiel 4 | Spiel 5 |
| ------------------------ | ----- | ------- | --------- | ------- | ------- | ------- |
| ESC Dorfen – EA Schongau | 1-1   | 5:3     | 7:8 n. V. | –       | –       | –       |

Die restlichen Spiele wurden nicht mehr ausgetragen.